# Guerra del Golfo
La guerra del Golfo (también conocida como segunda guerra del Golfo para diferenciarla de la anterior guerra entre Irán e Irak y la posterior guerra de Irak) fue un conflicto armado entre Irak y una coalición de 42 países liderada por Estados Unidos. Los esfuerzos de la coalición contra Irak se llevaron a cabo en dos fases clave: la operación Escudo del Desierto, que marcó el aumento de la presencia militar desde agosto de 1990 hasta enero de 1991; y la operación Tormenta del Desierto, que comenzó con la campaña de bombardeos aéreos contra Irak el 17 de enero de 1991 y concluyó con la liberación de Kuwait liderada por Estados Unidos el 28 de febrero de 1991.
El 2 de agosto de 1990, Irak, gobernado por Sadam Huseín, invadió el vecino Kuwait y ocupó completamente el país en dos días. La invasión se debió principalmente a las disputas sobre la supuesta perforación oblicua de Kuwait en el campo petrolífero iraquí de Rumaila, así como para cancelar la gran deuda de Irak con Kuwait por la recientemente terminada guerra entre Irán e Irak. Después de que Irak ocupara brevemente Kuwait bajo un gobierno títere remanente conocido como la república de Kuwait, dividió el territorio soberano de Kuwait en el distrito de Saddamiya Al-Mutlaa en el norte, que fue absorbido por la actual gobernación de Basora de Irak, y la gobernación de Kuwait en el sur, que se convirtió en la 19.ª gobernación de Irak.
La invasión de Kuwait fue recibida con una inmediata condena internacional, incluida la adopción de la resolución 660 del Consejo de Seguridad de las Naciones Unidas, que exigía la retirada inmediata de Irak de Kuwait, y la imposición de sanciones internacionales integrales contra Irak con la adopción de la resolución 661 de la ONU. La primera ministra británica Margaret Thatcher y el presidente estadounidense George H. W. Bush desplegaron tropas y armamento en Arabia Saudí e instaron a otros países a enviar sus propias fuerzas. Muchos países se unieron a la coalición liderada por Estados Unidos formando la alianza militar más grande desde la Segunda Guerra Mundial. La mayor parte del poder militar de la coalición provenía de Estados Unidos, con Arabia Saudí, el Reino Unido y Egipto como los mayores contribuyentes, en ese orden.
La resolución 678 de la ONU, adoptada el 29 de noviembre de 1990, dio a Irak un ultimátum, que expiraba el 15 de enero de 1991, para que aplicara la resolución 660 y se retirara de Kuwait, y los Estados miembros estaban facultados para utilizar «todos los medios necesarios» para obligar a Irak a cumplir. Los esfuerzos iniciales para desalojar a los iraquíes de Kuwait comenzaron con bombardeos aéreos y navales de Irak el 17 de enero, que continuaron durante cinco semanas. Esta guerra fue llamada —por el presidente iraquí Sadam Huseín— como «la madre de todas las batallas», Mientras el ejército iraquí luchaba contra los ataques de la coalición, Irak disparó misiles contra Israel para provocar una respuesta militar israelí, con la expectativa de que tal respuesta llevara a la retirada de varios países de mayoría musulmana de la coalición. La provocación no tuvo éxito; Israel no tomó represalias e Irak continuó en conflicto con la mayoría de los países de mayoría musulmana. Los bombardeos de misiles iraquíes contra objetivos de la coalición en Arabia Saudí también resultaron en gran medida infructuosos y el 24 de febrero de 1991 la coalición lanzó un importante asalto terrestre sobre Kuwait, ocupado por Irak. La ofensiva fue una victoria decisiva para la coalición, que liberó Kuwait y rápidamente comenzó a avanzar más allá de la frontera entre Irak y Kuwait hacia territorio iraquí. Cien horas después del comienzo de la campaña terrestre, la coalición cesó su avance hacia Irak y declaró un alto el fuego. Los combates aéreos y terrestres se limitaron a Irak, Kuwait y las zonas que se extendían a ambos lados de la frontera entre Irak y Arabia Saudí.
La guerra introdujo la transmisión de noticias en directo desde el frente de batalla, principalmente por el canal estadounidense CNN. También se ganó el apodo de guerra de Videojuegos, por la transmisión diaria de imágenes de cámaras a bordo de aviones militares estadounidenses durante la guerra. La guerra del Golfo también ganó fama por algunas de las batallas de tanques más grandes en la historia militar estadounidense: la batalla de Medina Ridge, la batalla de Norfolk y la batalla de 73 Easting.

## Origen del conflicto

### Antecedentes
Es posible que, en un principio, la invasión de Kuwait por parte de Irak estuviera relacionada con el petróleo, pero en realidad se dieron más factores. En meses anteriores, ambos países habían tenido una serie de disputas; Irak alegaba que, desde 1980, Kuwait había estado robando petróleo del yacimiento de Rumaila (situado bajo ambos territorios). Por otra parte, Irak, que dependía del valor del combustible para pagar su deuda externa contraída en la guerra contra Irán —de casi 40 000 millones de dólares, con intereses de 3000 millones por año—, se sentía afectado por la superproducción de Kuwait y otros países del golfo, que mantenían un precio bajo del insumo. Además, otra posible causa fue la necesidad iraquí de acceder al golfo Pérsico desde su puerto de Um Kasar, lo que implicaba ocupar las islas kuwaitíes de Bubiyan y Warbah. Se ha dicho también que es muy posible que el presidente Sadam Huseín necesitara una rápida conquista para mejorar su bajo prestigio y perfilarse como un líder del mundo árabe.

### La invasión de Kuwait
Al amanecer del 2 de agosto de 1990, tropas iraquíes cruzaron la frontera de Kuwait con vehículos armados e infantería, ocupando puestos y puntos estratégicos en todo el país, incluyendo el palacio del emir. Este movimiento se había planeado con todo cuidado para evitar las sospechas de los servicios de inteligencia de Occidente y kuwaitíes. Antes del ataque, los iraquíes comenzaron a moverse desde Basora hacia Kuwait, levantaron grandes campamentos de municiones y logísticos, pero llevando a cabo medidas de engaño; para ello mandaron importantes órdenes por tierra y evitaron el desplazamiento de depósitos de municiones. Esto traería complicaciones más tarde, al lanzarse al ataque, a las unidades blindadas que no pertenecían a la Guardia republicana iraquí, que, a diferencia de estas últimas, no iban completamente preparadas para el combate. El ejército de Kuwait fue rápidamente vencido, aunque tuvieron el tiempo necesario para que la mayoría de las fuerzas aéreas de aquel país lograsen huir a Arabia Saudí. La lucha más difícil se desarrolló en el palacio del emir y los aledaños del cuartel general de la fuerza aérea de Kuwait, donde los miembros de la guardia real lucharon para que la familia real tuviera tiempo de escapar. El más joven de los hermanastros de la familia Jabir, el jeque Seij Fadh, militar de carrera y quien comandaba la guardia (entrenada por miembros del SAS británico), estuvo entre los que murieron. Las tropas saquearon reservas alimenticias y médicas, detuvieron a miles de civiles y tomaron el control de los medios. Una vez consolidada la victoria, comenzaron a llegar a la ciudad de Kuwait los temidos Mujabarat, la policía secreta iraquí. Irak detuvo a miles de turistas occidentales como rehenes para después intentar usarlos como escudo para las negociaciones. Después de que un breve gobierno títere encabezado por Huseín fuese instalado, Irak anexó Kuwait. Huseín nombró entonces a un nuevo gobernador provincial, describiendo lo acaecido como la «liberación» del pueblo de las manos del emir; esto fue usado principalmente como propaganda de guerra. Aun así, la victoria no fue completa para Huseín. Por todos lados surgieron grupos de resistencia armada liderados por oficiales del ejército kuwaití, que se quedaron a luchar y entrenar a civiles con armas del ejército y de la policía.

## Diplomacia previa y rechazo internacional hacia la agresión iraquí
Apenas se tuvo noticia de la invasión de Kuwait, el Consejo de Seguridad de las Naciones Unidas condenó este acto mediante una serie de resoluciones, de la misma forma que lo hizo la Liga Árabe. Los dictámenes fueron: Resolución N.º 660, que condenó el ataque e invasión iraquí; luego siguieron varias más entre las que se contaban las resoluciones N.º 661 del 6 de agosto de 1990, que imponía sanciones económicas; la N.º 665 del 25 de agosto, acerca del embargo marítimo; la N.º 670 del 25 de septiembre acerca del bloqueo aéreo, y finalmente, la que autorizaba el empleo de la fuerza o resolución N.º 678 del 29 de noviembre. Esta última exigió a Irak que saliera de Kuwait antes del 15 de enero de 1991. Cumplido el plazo sin respuesta favorable, los países participantes podrían poner en práctica la resolución N.º 660 y atacar a Irak.
Mientras los Estados Unidos y el Reino Unido se preparaban para el conflicto, se alentó a los demás países a poner a punto a las fuerzas que serían enviadas al golfo como parte de la coalición, teniendo en mente que la derrota de Irak nunca fue tomada como algo trivial. Esta nación árabe era considerada en 1991 como la cuarta potencia militar del mundo, ya que contaba con una gran proporción de su población alistada en el ejército, y que además estaba equipada con algunos de los equipos más modernos de Francia y la Unión Soviética, por lo que se afirmaba que en alguna eventualidad, Irak podría haber dominado con cierta facilidad a la mayoría de sus vecinos. En este marco, la operación Escudo del desierto fue a la vez una medida preventiva contra un ataque a Arabia Saudí, y un seguro que le demostraba a los saudíes y Kuwait que occidente no los dejaría solos.

## El conflicto armado
Como respuesta a estos sucesos, el 16 de enero de 1991, una coalición internacional de 34 países encabezada por Estados Unidos y bajo mandato de la ONU, inició una campaña militar con el fin de obligar al ejército invasor a replegarse de Kuwait, atendiendo a la resolución n.º 660 del Consejo de Seguridad de Naciones Unidas. Los países integrantes de la coalición eran: Argentina, Arabia Saudita, Australia, Bangladés, Bélgica, Canadá, Checoslovaquia, Corea del Sur, Dinamarca, Egipto, Emiratos Árabes Unidos, España, Estados Unidos, Francia, Grecia, Hungría, Italia, Kuwait, Marruecos, Países Bajos, Níger, Nueva Zelanda, Noruega, Omán, Pakistán, Polonia, Portugal, Catar, Reino Unido, Senegal y Siria. También participaron muyahidines afganos. Para la batalla, la coalición había logrado reunir un ejército de 959 600 hombres, 2000 carros de combate y una flota de cien barcos de guerra entre los que había seis portaaviones, además de un impresionante despliegue aéreo de al menos 1800 aviones. Cabe destacar que el contingente estadounidense era por mucho el más numeroso con 415 000 soldados.
Se trataba del primer despliegue de la Armada de los Estados Unidos desde el fin de la Guerra Fría.
Los iraquíes disponían de un ejército de 545 000 soldados, 4500 blindados y 700 aviones de combate entre los que había MiG-21, MiG-23, MiG-25, MiG-29, Mirage F-1, Su-24 y algunos bombarderos Tupolev Tu-22K (de todos estos modelos, el más útil era el Su-24 Fencer, por su capacidad multifunción y de operar en todo tiempo). También contaban con un buen número de misiles Scud-B de alcance medio y algunas plataformas móviles con las cuales era posible dispararlos desde cualquier zona en Irak. Todo esto sin mencionar un importante arsenal de armas químicas y biológicas que los iraquíes habían desarrollado durante la guerra contra Irán. La operación Escudo del Desierto, fue la fase inicial de la respuesta total, con la cual se pretendía proteger a Arabia Saudita de una posible ofensiva iraquí. Para ello se enviaron inicialmente fuerzas del Cuerpo de Marines de los Estados Unidos pobremente equipadas en cuanto a blindados se refiere —solo contaban con los carros Sheridan. «Tormenta del Desierto» fue el nombre que se dio a la ofensiva aliada.
La campaña inició el 17 de enero con una serie de bombardeos en los que se utilizaron cien misiles crucero Tomahawk disparados desde barcos estacionados en aguas del mar Rojo y el golfo Pérsico. Algunos de los blancos alcanzados durante los primeros ataques fueron tres palacios presidenciales, el Ministerio de Defensa, la dirección de inteligencia militar, cinco estaciones de teléfono, el puente Ashudad, el cuartel general de la Fuerza Aérea, una fábrica de ensamblaje de misiles Scud, la sede del partido Baath, la sede central de la policía, la estación central de televisión y diferentes ministerios. Durante la primera semana de ataques aéreos, la coalición anunció que se había logrado la destrucción de al menos 350 aviones enemigos, mientras que los iraquíes afirmaban haber derribado sesenta aviones aliados. La coalición únicamente reconocería la pérdida de cuatro aviones y más tarde se daría a conocer que una refinería de Khafji en Arabia Saudita había sido atacada por la artillería iraquí.
El 30 de enero de 1991, la propia localidad saudí de Khafji sería tomada por una columna mecanizada iraquí formada por tanques y transportes acorazados; el mismo día, en un enfrentamiento entre fuerzas iraquíes y estadounidenses al sudoeste de Khafji, resultan muertos doce marines.

### Ataques con misiles por parte de Irak

#### Ataque a Israel
En un intento por romper la coalición y provocar la salida de Egipto, Siria, Arabia Saudí y otras naciones árabes del conflicto, Sadam Huseín dio la orden de lanzar contra Israel misiles Scud-B para obligar al estado hebreo a entrar en la guerra. La táctica no surtió efecto ya que los israelíes se abstuvieron de realizar represalias, pero estos ataques obligaron a la coalición a modificar sus planes. A partir de ese momento, las plataformas móviles de las cuales los iraquíes disparaban contra Israel serían un objetivo principal de los ataques. Para ello se destinaron gran cantidad de F-15 Eagle que gracias a su muy perfeccionado radar APG-70, cumplían con los requisitos para rastrear y destruir las tan escurridizas plataformas de lanzamiento de Scud. En total unos 41 misiles Scud con carga convencional impactarían sobre varias ciudades israelíes, principalmente Tel Aviv, Ramat Gan y Haifa.
Debido a que Sadam Huseín había amenazado que en caso de una acción de la coalición contra Irak dispararía misiles con carga química contra Israel, el Cuerpo de Defensa Civil israelí distribuyó en los meses anteriores al conflicto máscaras de gas a todos los ciudadanos del país. Una sirena antimisiles coordinada con los radares desplegados por Estados Unidos avisaba de cada lanzamiento de un Scud contra el país, permitiendo a los israelíes un tiempo de preparación suficiente, que incluía la entrada en una habitación herméticamente sellada y la puesta de las máscaras de gas. Sin embargo, conforme pasaron las semanas y sin atisbo de un ataque químico, muchos ciudadanos dejaron de seguir las instrucciones a pesar de su carácter obligatorio.
No obstante, conforme iba creciendo el ritmo de lanzamiento de los Scud, los israelíes, no acostumbrados a la inactividad en conflictos bélicos, empezaban a perder la paciencia. Para evitar cualquier tipo de intervención por parte del estado hebreo, Estados Unidos optó por una estrategia defensiva, desplegando seis baterías de misiles de defensa antiaérea Patriot por todo el país, que resultarían ser bastante inefectivos pero que tuvieron impacto muy positivo en la moral de la población. La fuerza aérea de los Países Bajos también destinó un batallón de misiles Patriot, repartido entre Israel y Turquía.
Aun así, el 22 de enero de 1991, un misil Scud impactó contra la ciudad de Ramat Gan después de que dos misiles Patriot fallaran en interceptarlo, quedando en entredicho la efectividad del sistema de defensa. El ataque se saldó con la muerte por infarto de tres adultos mayores, 96 heridos y 20 pisos dañados. En este punto el primer ministro israelí avisó a Estados Unidos que si no detenía los ataques, su país actuaría en consecuencia. Unidades de las fuerzas especiales de Israel ya se encontraban a bordo de helicópteros de la FAI preparados para volar hacia Irak. Sin embargo, la misión fue abortada cuando el Secretario de Defensa estadounidense Dick Cheney reveló en una llamada telefónica a Isaac Shamir los planes de la coalición para acabar con las plataformas de lanzamiento. Con ello, Israel se vio en la peculiar situación (y única en la historia del país) de formar parte del campo de batalla sin ser actor activo en el conflicto.
Las lecciones de la guerra del Golfo y de la baja efectividad de los misiles Patriot a la hora de interceptar misiles de las características de los Scud, fueron el desencadenante que llevó a Israel a plantearse el desarrollo del actual sistema combinado de defensa aérea.

#### Ataque a Arabia Saudita y Turquía
Otros países destinos de los ataques con misiles Scud fueron Arabia Saudita (sobre todo contra unidades de la coalición) y Turquía. En respuesta, las fuerzas de la coalición desplegaron baterías de misiles Patriot también en estos países, dos en Turquía y 21 en Arabia Saudita. Eso no impidió que 46 misiles Scud cayeran sobre territorio saudita, la mayoría en la capital Riad.

### Campañas de guerra

#### Alto Mando de la Coalición
Seis meses antes del inicio de las hostilidades, ya se había establecido el mando aliado que dirigiría la guerra. Supuestamente, al estar en Arabia Saudí, las fuerzas estarían bajo el mando del ministro de defensa del reino, es decir, el príncipe Khaled bin Sultan, pero el verdadero director era el Mando Central estadounidense. Las bases de todos los cuarteles generales de los países participantes se encontraban en Riad desde donde se contactaban con sus gobiernos.
El mando de operaciones se le dio al general H. Norman Schwarzkopf, acompañado por su jefe de fuerzas aéreas, el teniente general Charles Horner. La máxima unidad de comando bajo la que el Mando Central dirigía las tropas era el Tercer Ejército de EE. UU. bajo el mando del teniente general John Yeosock, que a su vez comandaba a los cuerpos de ejército VII y XVIII de EE. UU., a las fuerzas saudíes y al Cuerpo de Marines de los Estados Unidos.
El jefe británico era el teniente general sir Peter de la Billière; el jefe francés era el general Michel Roquejeoffre y, finalmente, el jefe de las fuerzas terrestres saudíes, el general Saleh Al-Muhaya, dirigía a las fuerzas egipcias, sirias, y demás contingentes árabes. Estas últimas trabajarían muy estrechamente con el Cuerpo de Marines de los Estados Unidos.

#### Etapas de la guerra con sus nombres en clave

En naranja Irak. En azul, países que integraron la Coalición encabezada por EE. UU.

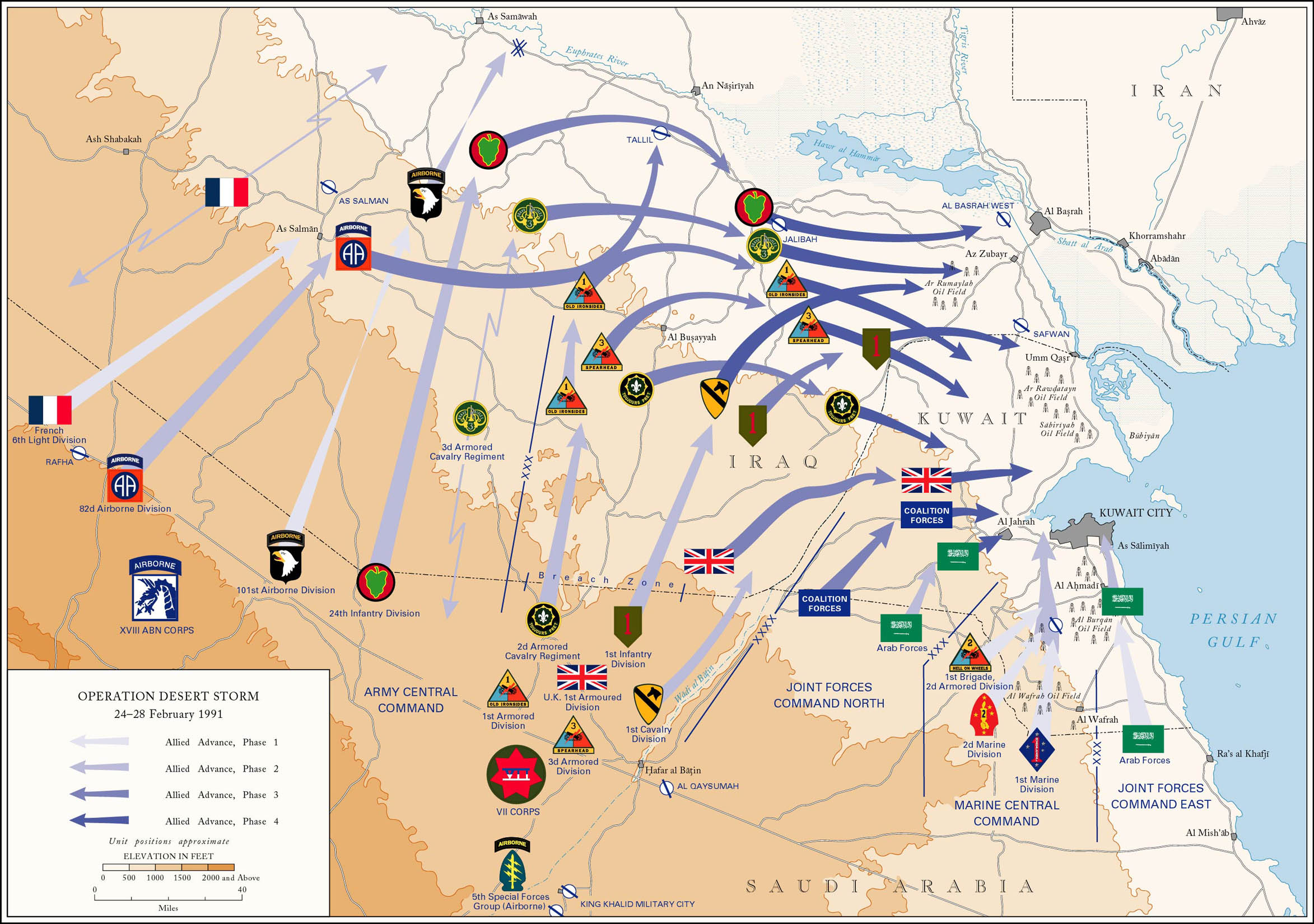
Mapa del plan de invasión terrestre

Como la mayoría de las guerras libradas por fuerzas de Estados Unidos (socio mayoritario), esta mostró una clara división en etapas marcadas por plazos establecidos a través de fechas concretas. En primer lugar, la Operación Escudo del Desierto fue el nombre dado por los estadounidenses al reforzamiento de las defensas de Arabia Saudita, lo que tuvo lugar desde el 2 de agosto de 1990 al 16 de enero de 1991. Algunos países también participaron en esta fase, con sus propias denominaciones. «Tormenta del Desierto» fue asimismo el nombre clave estadounidense dado al conflicto aéreo y terrestre que comenzó el 17 de enero de 1991 y finalizó el 11 de abril de 1991. La Operación Sable del Desierto fue también el nombre dado por los estadounidenses a la ofensiva aeroterrestre contra las fuerzas iraquíes que se encontraban en Kuwait, desde el 24 al 28 de febrero de 1991. Por lo tanto se enmarca en la Tormenta del Desierto. Otros aliados dieron nombres como: Operación Granby (Reino Unido); Operación Daguet (Francia); Operación Friction (Canadá).

#### La campaña aérea

##### Preparativos

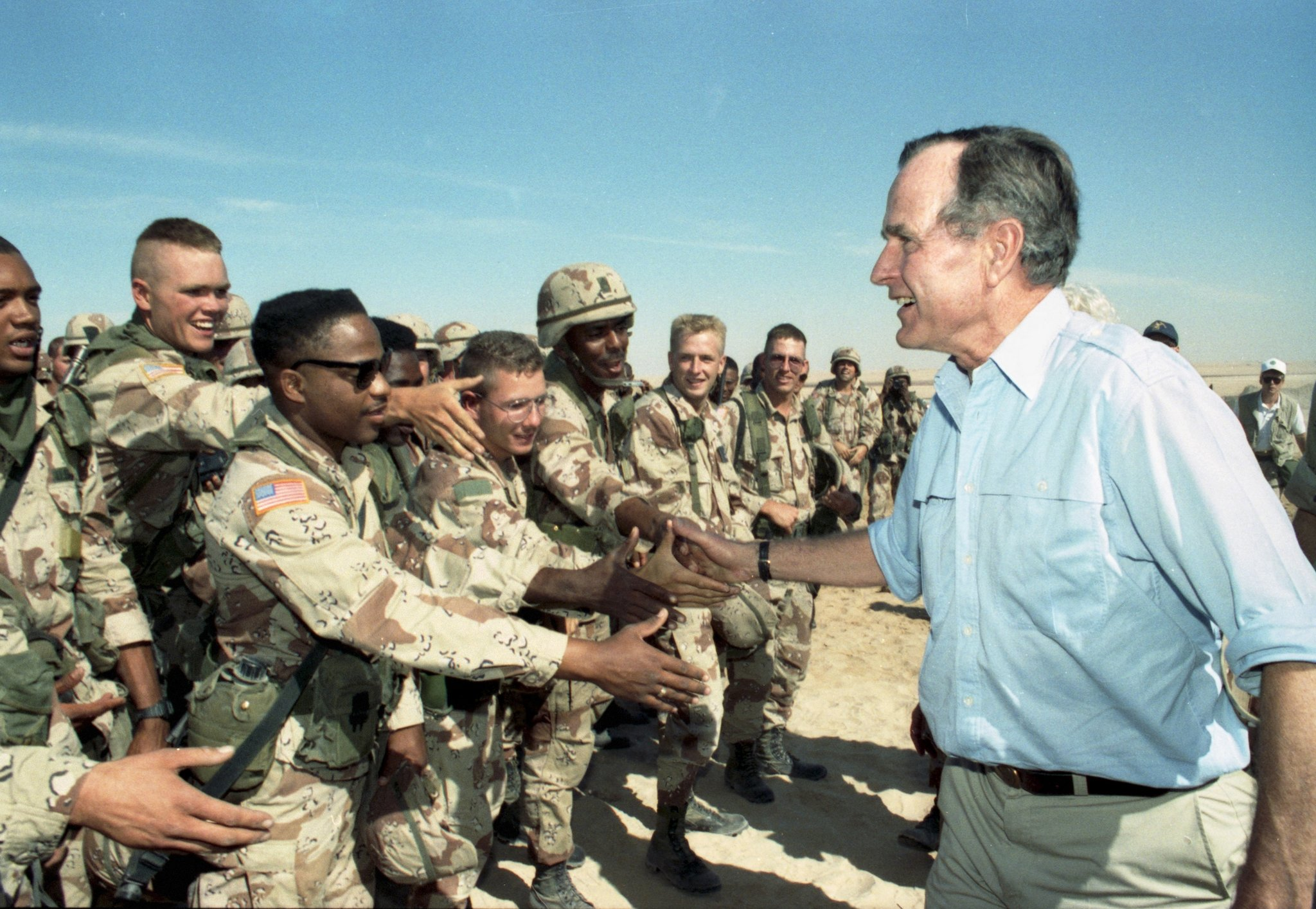
El presidente estadounidense Bush visita las tropas en Arabia Saudita el día de acción de gracias de 1990.

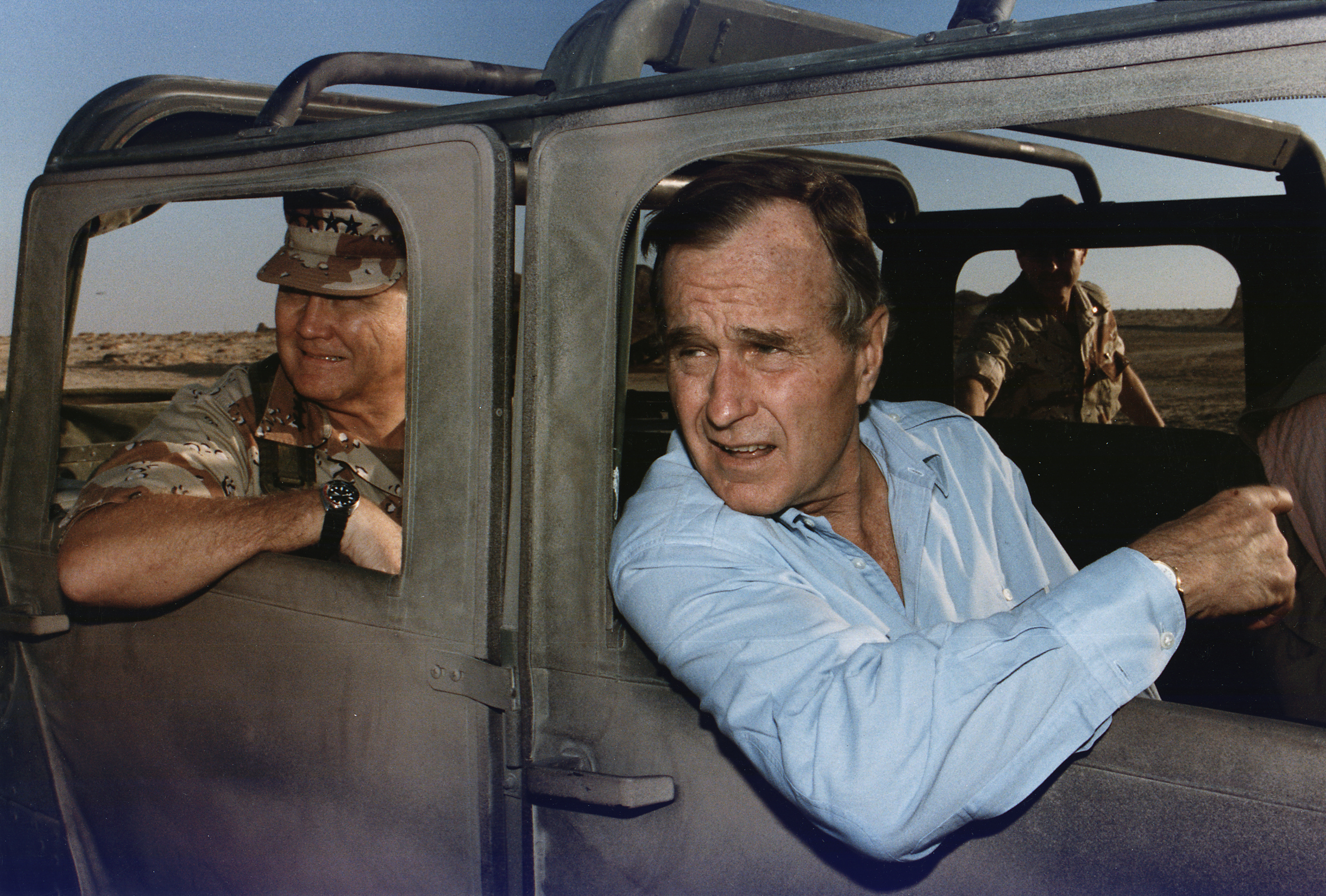
En primer término el presidente estadounidense Bush, y detrás de él el general Norman Schwarzkopf, quien fue el comandante de las fuerzas de la Coalición.

Desde 1991, se ha dado mayor relevancia a las operaciones aéreas de la coalición debido a que las acciones iraquíes durante el conflicto o no están bien documentadas o no tuvieron importancia alguna para la guerra. Aquí se hace mención a los hechos protagonizados por los aliados.
La campaña aérea comenzó casi inmediatamente después de la invasión a Kuwait el 2 de agosto de 1990. Apenas cinco días después de este hecho, el presidente George Bush anunció que EE. UU. enviaría fuerzas armadas a Arabia Saudí. La 1st Tactical Fighter Wing del Tactical Air Command, con base en Langley AFB, había sido avisada 36 horas antes acerca del despliegue de sus tres escuadrones, como primera fase de la Operación Escudo del Desierto. Al día siguiente del discurso del presidente, los cazas comenzaron a llegar a Arabia Saudita (a la base aérea de Dhahran), y a su segundo día en el país árabe, comenzaron las misiones CAP (patrulla aérea de combate), junto con aviones F-15C y Tornado ADV de la Real Fuerza Aérea Saudí.
Las directivas de combate de lo que sería la guerra aérea en 1991, fueron dadas a conocer en septiembre de 1990, en una conferencia de prensa dada por el general Michael J. Dugan, que por entonces era Jefe del Estado Mayor de la Fuerza Aérea de los Estados Unidos. Según él, los principales blancos de ataque serían los sistemas de defensa aérea, los campos de aviación y los aviones, los centros de control, cualquier instalación de producción de armas, y finalmente las unidades blindadas de Irak, con lo cual se alcanzaría un equilibrio «aceptable» de tropas.
También dijo el general, que los ataques se centrarían en conseguir la «decapitación», buscando y atacando a Sadam Huseín, su familia, y sus altos oficiales. Esto último desobedecía totalmente las órdenes presidenciales que prohibían el asesinato de líderes extranjeros; el general Dugan fue destituido por esta clara falta de sentido común.
Por su parte, la Fuerza Aérea Iraquí (IAF) no tuvo mucho que hacer antes del inicio de las hostilidades, se enfrentaban a fuerzas aéreas muy superiores en todos los aspectos, y lo único que hicieron a conciencia fue poner a punto su sistema de defensa antiaérea, que comprendía una red semicentralizada que abarcaba todo el país.

#### La acción

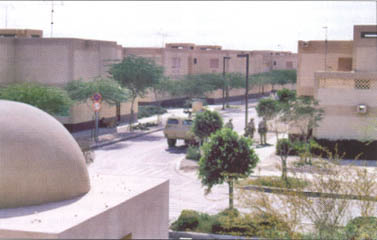
Una vista de la ciudad de Khafji, antes de la batalla. Fue la única ciudad saudí que fue invadida por el ejército iraquí. La Coalición reconquistó la ciudad dos días después.

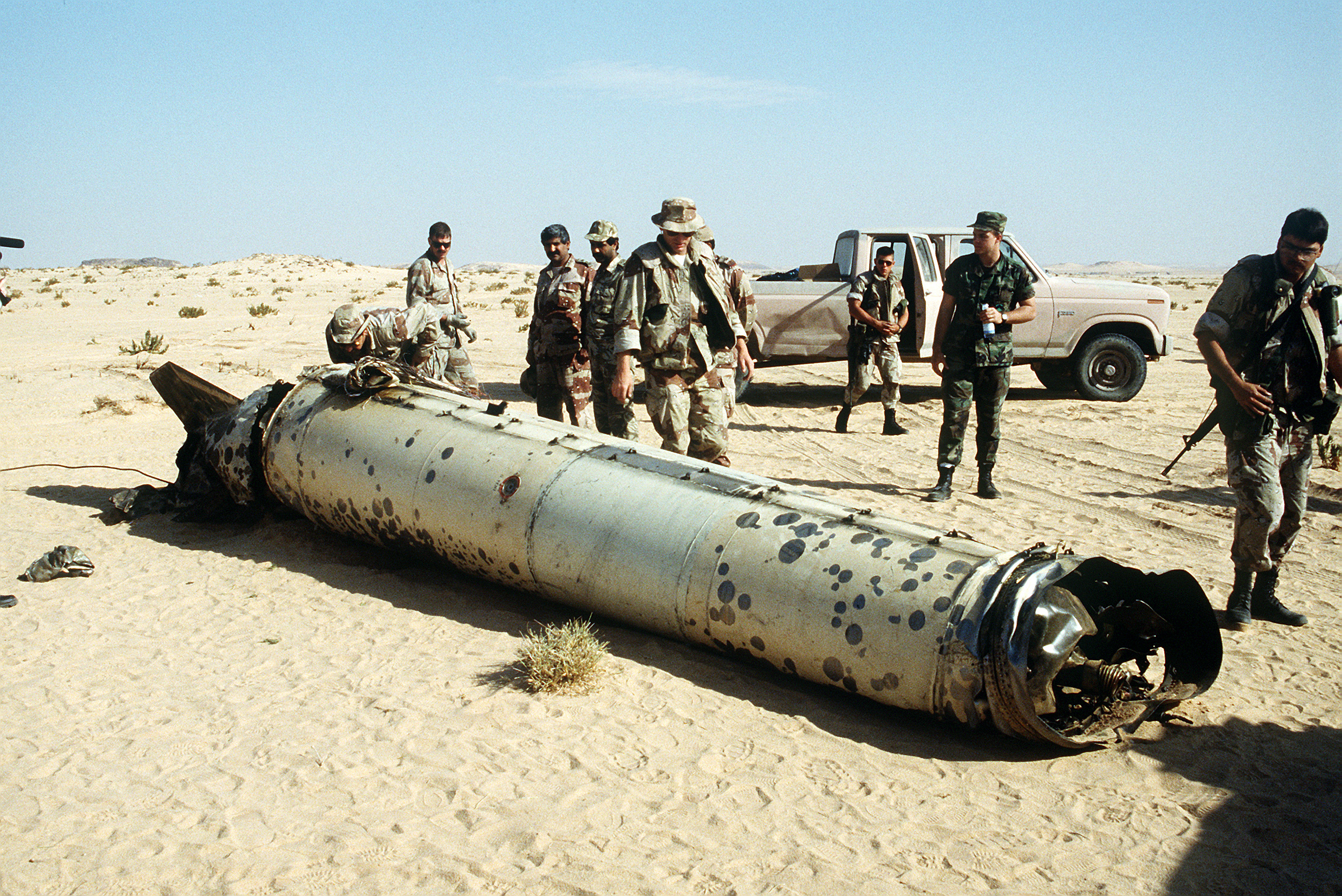
Un misil Scud iraquí destruido.

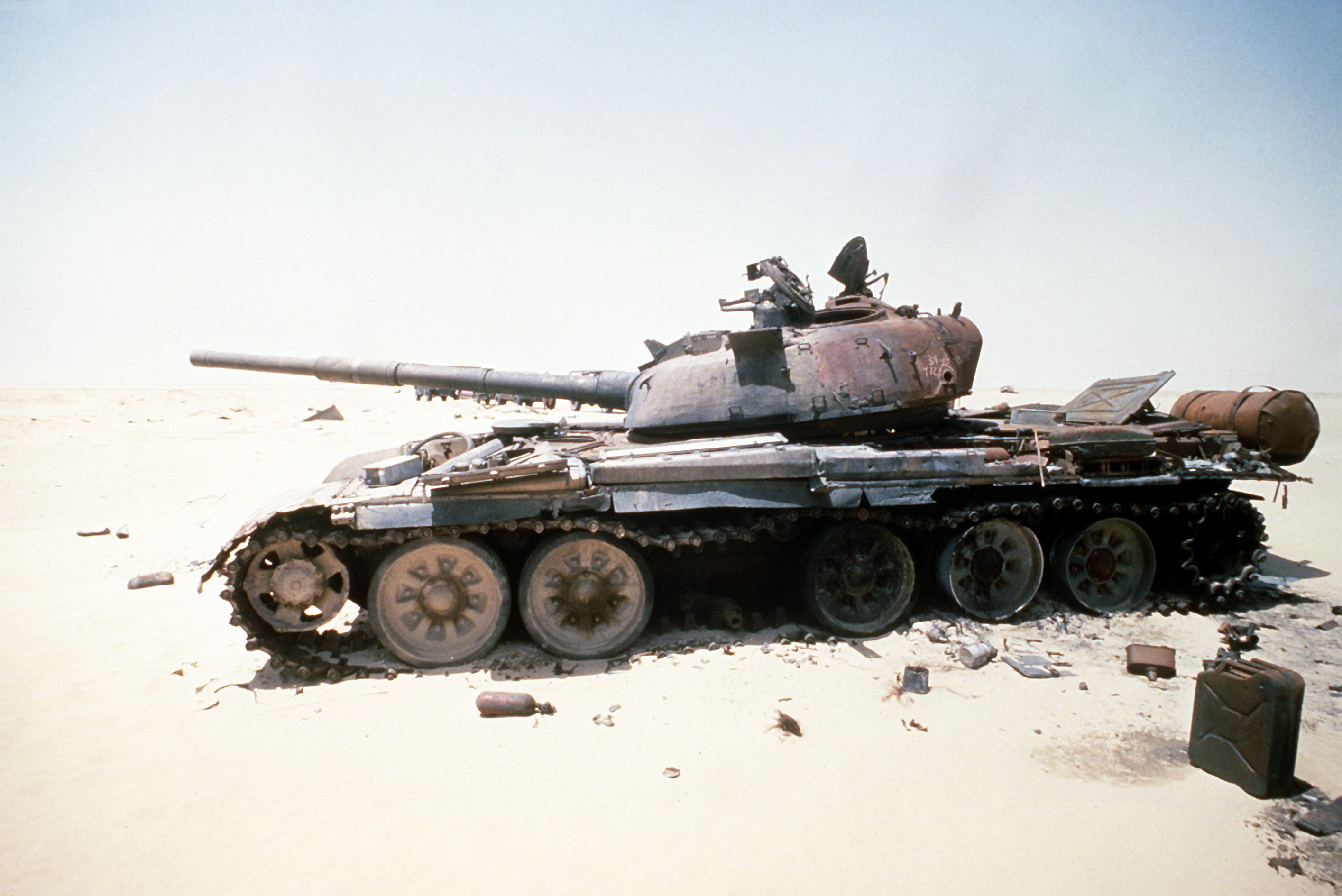
Un tanque iraquí T-72 destruido por la Coalición.

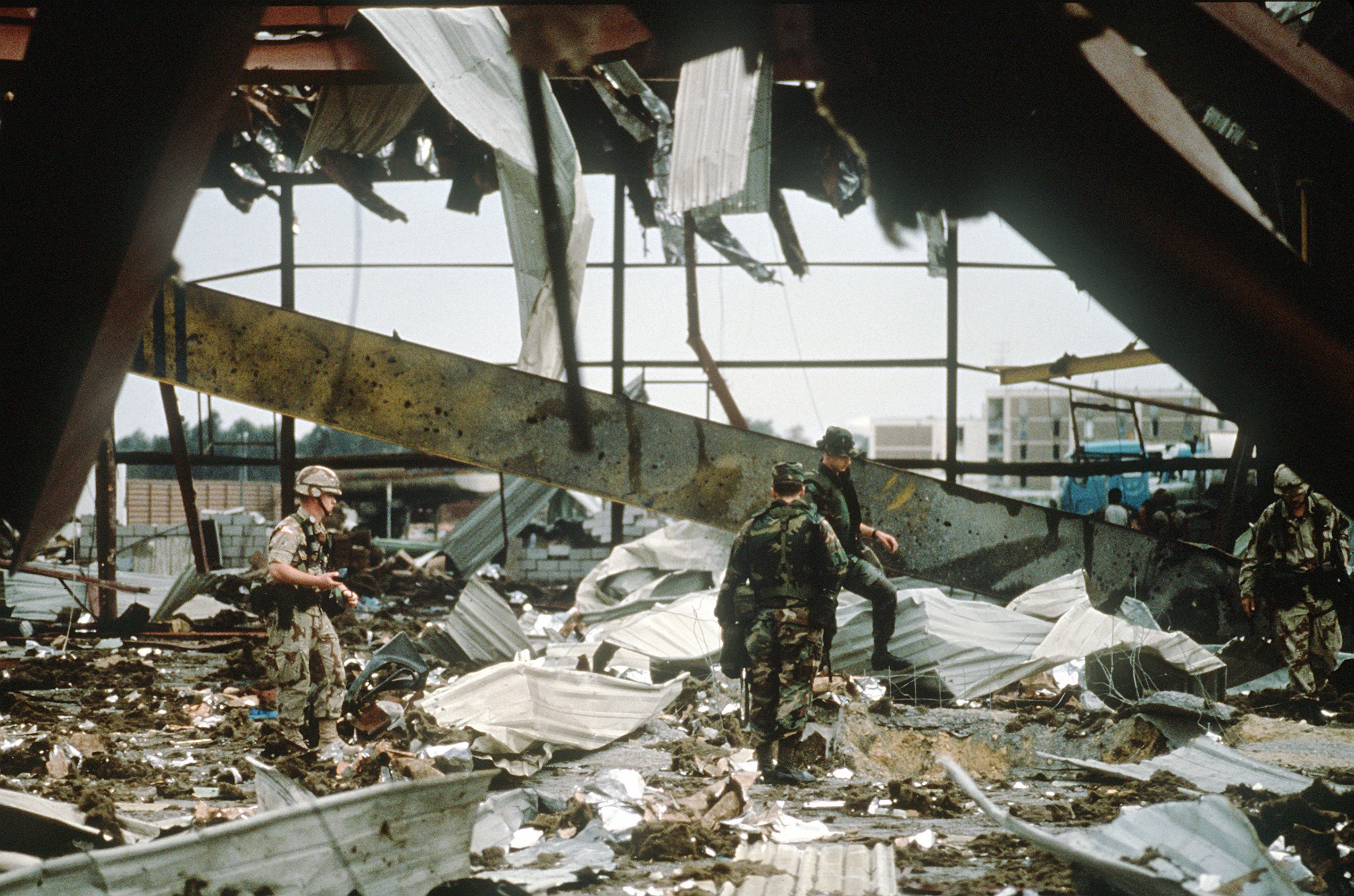
Soldados de EE. UU. buscan entre los escombros después de que un almacén del ejército fue alcanzado por un misil Al-Hussein en Dhahran, Arabia Saudita, el 25 de febrero de 1991.

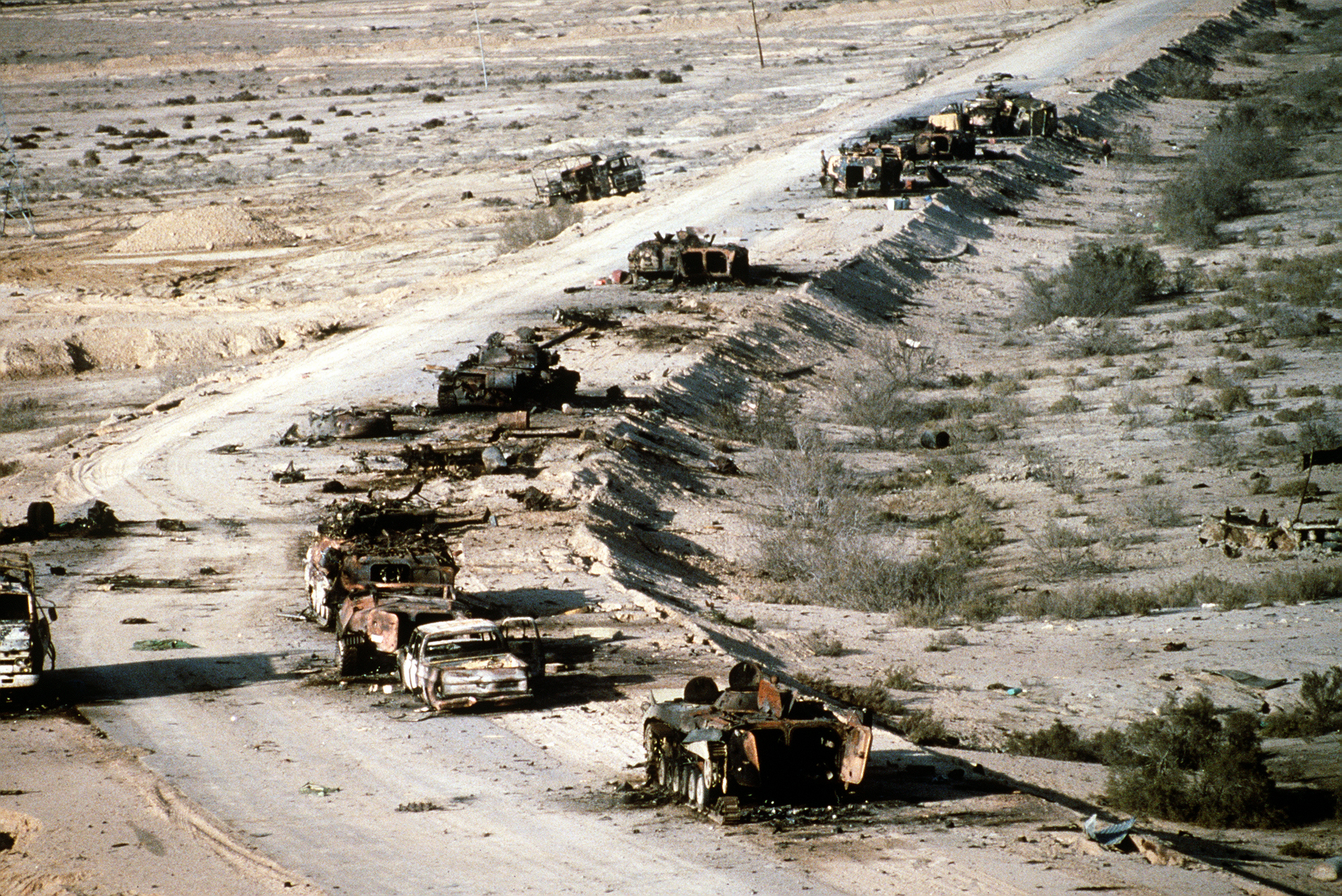
Autopista de la muerte.

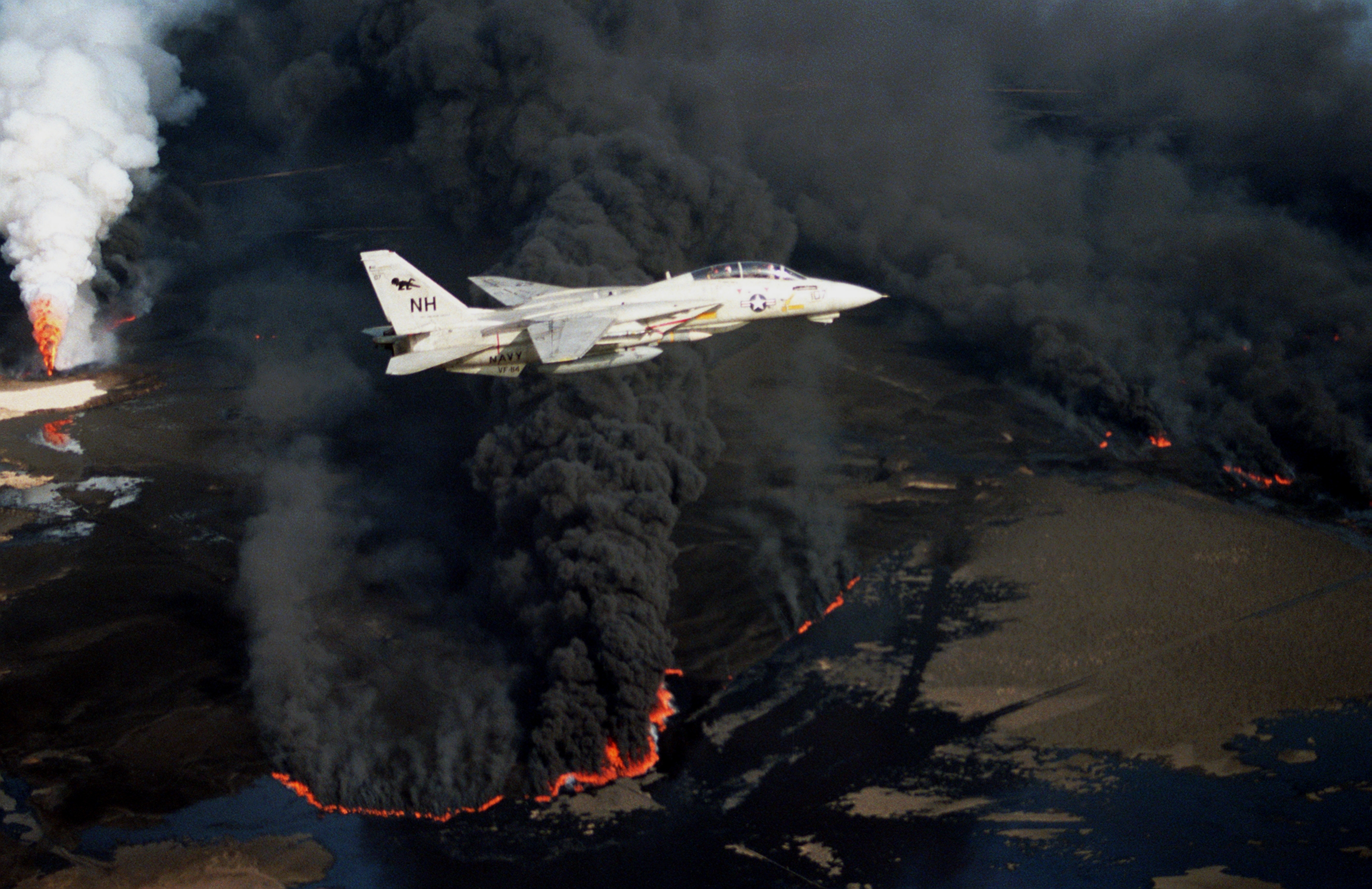
Incendios petroleros de Kuwait.

Luego, ya en 1991, y apenas iniciadas las hostilidades, los italianos lanzaron, dentro de la operación Locusta, ocho aviones Tornado para atacar blancos dentro de Kuwait. Siete de estos aviones debieron abortar la misión debido a problemas logísticos y solo uno se internó en Kuwait de donde nunca más regresó. El piloto y el navegante fueron declarados desaparecidos y posteriormente en marzo, devueltos por las fuerzas iraquíes. La Fuerza Aérea Británica, por su parte, experimentó serios problemas en sus ataques. El objetivo de los británicos era dejar caer bombas JP-233 para inutilizar las pistas, aunque para esto los aviones debían volar a no más de veinte metros de altura para evitar los radares o de lo contrario serían detectados con antelación. Así, de este modo, los británicos perdieron cinco aviones Tornado en las primeras 400 misiones, lo cual constituyó un récord en la historia de la aviación militar ya que el promedio de aviones perdidos por la Fuerza Aérea de los Estados Unidos era, hasta ese momento, de un avión por cada 750 misiones. Debido a este incidente, los británicos suspendieron los ataques a baja altura.
La Fuerza Aérea Iraquí efectuó algunas salidas en un intento por defender al país, pero no había mucho que pudiera hacer ya que la coalición contaba con aviones de última generación como el F-15 Eagle, el F-16 Fighting Falcon, el F-14 Tomcat, el Panavia Tornado, el F-117 Nighthawk y otros más que eran apoyados por aviones de contramedidas electrónicas como el EA-6P Prowler de la armada estadounidense y el EF-111A de la Fuerza Aérea de los Estados Unidos (por aquella fecha, considerado como probablemente el mejor avión de guerra electrónica del mundo), además del E-3 AWACS, al que se le debe gran parte del éxito de la campaña aérea. De hecho, nunca hubo propiamente una batalla aérea, salvo algunos encuentros esporádicos y la mayoría de los aviones de Irak fueron destruidos en los búnkeres donde se encontraban o en las pistas (el combate aéreo más largo duró casi 10 minutos). En los combates aéreos, los iraquíes perdieron 39 aviones de los cuales 30 derribos fueron causados por los F-15 Eagle. Se calcula que unos 127 aviones de Irak fueron destruidos durante el conflicto, entre estos se contaban cinco de los seis bombarderos Tupolev Tu-22K con que contaba la nación árabe.
Aun así, un MiG-25 Iraquí logró derribar un F/A-18 Hornet del escuadrón VFA-81 Sunliners procedente del portaviones Saratoga durante una escaramuza, pero al día siguiente dos F/A-18 Hornet del mismo escuadrón abatieron dos MiG-21 iraquíes. A su vez, los F-15 de la Fuerza Aérea Real Saudí se encargaron de dos Mirage F-1 iraquíes. Más adelante, un escuadrón de MiG-25 localizó e interceptó a un grupo de F-111 y F-15C. La actuación de los aviones iraquíes logró que los misiles SAM en tierra pudieran derribar uno de los F-15C. Así mismo, tres F-16 estadounidenses fueron destruidos por fuego antiaéreo durante una misión de ataque y otros tres más serían abatidos en distintos eventos. Sin embargo, pese a los esfuerzos de los iraquíes, la superioridad de la coalición se fue imponiendo rápidamente y una patrulla de F-15 abatió dos MiG-25. Durante los encuentros sucesivos sobre los cielos de Irak, los F-15 estadounidenses lograron abatir cinco MiG-29, ocho MiG-21, dos Su-25, cuatro Su-22, un Su-7 y ocho Mirage F-1. También reseñable fue el derribo de un Mirage F-1 iraquí por un EF-111 estadounidense, el cual le hizo colisionar contra el suelo con maniobras y contramedidas electrónicas. Todavía, el 19 de enero, un MiG-29 consiguió derribar un Tornado británico, pero pronto se hizo evidente que no había forma de competir con el poderío de la coalición y los mejores pilotos iraquíes decidieron huir en sus aviones hacia Irán. Se estima que un total de 115 aviones militares y 33 aparatos civiles hallaron refugio en suelo iraní. Al final del conflicto se reportó la pérdida de 38 aviones de la coalición, la mayoría abatidos por fuego antiaéreo (esta cifra luego aumentaría).
Privados de fuerza aérea y acosados por intensos bombardeos, las fuerzas terrestres de Irak optaron por proteger sus tropas y su equipo blindado bajo tierra con lo que perdieron toda movilidad. En esta fase se destinaron gran cantidad de F-16C a destruir blindados cuyos chasis se encontraban enterrados en posición de tiro. El objetivo era, una vez alcanzada la supremacía aérea, obtener un equilibrio de fuerzas aceptable para el futuro ataque por tierra.
Con el dominio del aire, la coalición incrementó sus ataques a fin de que Sadam Huseín diera la orden de retirarse de Kuwait y aceptara rendirse. Todas las ciudades de Irak fueron blanco de bombardeos y sufrieron severos daños; murieron decenas de miles, ya que los aliados arrojaron su arsenal sobre todo Irak lo que tuvo una inmensa capacidad destructiva equiparable a unas ocho veces la bomba de Hiroshima. En la historia, y comparado con el suceso de Guernica en España, quedarán las ciudades de Amiriya y Fallouja, que fueron escenario de continuos errores en la localización de objetivos por parte de la coalición y fallas en el armamento, y por lo tanto de muchas bajas colaterales. Uno de los incidentes más sonados ocurrió el 13 de febrero cuando dos misiles impactaron un refugio antiaéreo en Bagdad llamado Al-Ameria y provocaron la muerte de 1200 civiles.
Los resultados de la campaña aérea fueron abrumadores para las fuerzas iraquíes y mermaron terriblemente su capacidad de combate por no hablar de su moral. Se estima que al terminar la guerra unos 2435 tanques, 1443 blindados y 1649 piezas de artillería fueron destruidos o inutilizados como consecuencia directa de los demoledores ataques aéreos. Cabe destacar que el A-10A Thunderbolt II estadounidense dio buenos resultados en sus acciones contra los blindados iraquíes.
Según informes de 1991, las fuerzas aéreas de la coalición perdieron en unas 110 000 salidas, un total de 68 aparatos, en misiones de combate, sin contar las 22 aeronaves perdidas en accidentes.
Las pérdidas reportadas son:
Estados Unidos de América:
- 1 F-14;
- 7 F-16;
- 6 AV-8B;
- 5 UH-60;
- 4 A-6E, AH-64, AH-1J;
- 3 UH-1;
- 2 F/A-18, OV-10D, OH-58;
- 1 AC-130H, B-52G, EF-111A, F-4G, OV-1D, CH-46E, H-46, SH-60B.

En total, 49 aeronaves estadounidenses.
Otras fuerzas aéreas aliadas:
- 7 Tornado GR.1 británicos;
- 2 F-5 saudíes;
- 1 Tornado IDS saudí;
- 1 Tornado IDS italiano;
- 1 A-4KU kuwaití;

En total, 12 aviones no estadounidenses.

#### Después del conflicto
La campaña aérea en términos de días fue corta, pero una de las más intensas que jamás se haya realizado antes. De los reportes estadísticos de la guerra, de los cuales muchos aparecieron casi inmediatamente, se dejó en claro el enorme esfuerzo de las fuerzas aéreas de la coalición. La mayoría de las misiones fueron planificadas por el Templar, un superordenador experto en tácticas, perteneciente al Mando Central de la Fuerza Aérea y ubicado en la base aérea MacDill, en Florida [cita requerida]. Este proporcionaba planificación muy detallada para una ofensiva coordinada en masa que implicaría hasta 3000 salidas de aparatos aliados por día.
Se demostró la efectividad y se justificó la enorme inversión [cita requerida] hecha en aparatos como el F-117A, y el E-3 Sentry. Si bien el caza Stealth ya había sido puesto a prueba en Panamá, este fue su examen de graduación, en el que no sufrió daño alguno, y sin embargo produjo grandes estragos en puntos vitales de comunicación e inteligencia iraquíes donde ningún sistema antiaéreo pudo detectarlo.
Otros aviones como el C-5 Galaxy y el C-130 Hércules demostraron su incalculable valor para la Fuerza Aérea al transportar un porcentaje considerable de la carga bélica necesaria en el teatro de operaciones. Cabe destacar que el C-5 fue el que transportó la mayoría de los misiles Patriot en su despliegue inicial.
Por otro lado, según reportes, las fuerzas armadas rusas prestaron especial atención a este conflicto y comenzaron una evaluación autocrítica de sus propios sistemas de defensa antiaérea, al ver el completo fracaso de los iraquíes cuya defensa se basaba en el modelo ruso. Para ello, Irak contaba con sistemas tanto de la ex Unión Soviética y franceses. Sin embargo no pudieron hacer frente a aviones como el F-16 y el F-4G Phantom, que iban armados con misiles como el AGM-88 HARM, para la supresión de defensas antiaéreas, y el ALARM de British Aerospace, de idéntica función, que iba montado en los Tornado de las fuerzas aéreas europeas. Se ha dicho que solo el anticuado carro antiaéreo soviético ZSU-23-4 Shilka, salió con algún honor de la guerra. [cita requerida]
Otros aspectos de la campaña aérea también salieron a la luz. Temas tales como la evaluación de antiguos aviones, como el A-10A, acerca de si lograron sobrevivir razonablemente bien en sus operaciones sobre Irak y el Kuwait ocupado, considerando la pobre respuesta de la fuerza aérea iraquí.
Finalmente, se esclareció el que posiblemente fue el tema más polémico luego de la guerra, dado el enorme número de bajas civiles que se produjeron; esto es, las operaciones de bombardeo de establecimientos de producción de armas NBQ (nucleares, biológicas y químicas). Se confirmó al término del conflicto que las fuerzas aéreas aliadas habían bombardeado en su mayoría a ciegas, con fuentes de información de dudosa credibilidad, que afirmaban que en tales lugares se guardaban o producían armas químicas o biológicas. Los inspectores enviados a los supuestos centros de producción confirmaron que en muchos de los lugares que habían sido bombardeados nunca se habían guardado armas NBQ.

#### Víctimas civiles
Dentro de la campaña aérea hubo notorios casos de bombardeos que causaron diversas víctimas civiles:
- 4 de febrero: Reactores, posiblemente británicos, destruyen un puente repleto de transeúntes en Nasiriya causando 47 muertos civiles y 102 heridos.[31]
- 13 de febrero: Dos misiles estadounidenses guiados por láser destruyen el refugio antiaéreo civil de Amariya en Bagdad, causando más de 400 víctimas.[32]
- 14 de febrero: bombarderos británicos atacan un puente de autopista en Faluya, pero fallan el objetivo y alcanzan un bloque de apartamentos y un mercado lleno de civiles, causando docenas de muertos.[31]

La coalición disparó entre 320 y 800 toneladas de uranio empobrecido. Entre 1994 y 2003, el número de defectos de nacimiento por cada 1000 nacidos vivos en el hospital de maternidad de Basora se multiplicó por 17, pasando de 1,37 a 23 en el mismo hospital. En 2004, Irak tenía las tasas más altas de leucemia y linfoma del mundo.
La destrucción de centrales hidroeléctricas y de otro tipo provocó la aparición de epidemias de gastroenteritis, cólera y tifus al impedir el funcionamiento de las plantas de tratamiento de agua potable y de aguas residuales. Como resultado, 100.000 civiles se vieron indirectamente afectados, mientras que la tasa de mortalidad infantil se duplicó. La Organización Mundial de la Salud (OMS) registró un fuerte aumento de los casos de cólera y fiebre tifoidea en la década de 1990. El informe de una misión de la ONU, encabezada por el subsecretario Martti Ahtisaari, enviada en marzo de 1991 para evaluar las necesidades humanitarias de Irak, describía el estado del país como «casi apocalíptico».
Otro informe de la ONU, de 1999, subraya los efectos a largo plazo de esta campaña de bombardeos, que destruyó la mayor parte de las infraestructuras necesarias para la supervivencia de la sociedad (agua, electricidad, hospitales, etc.). Según el informe, la tasa de mortalidad en el parto pasó de 50 por 100 000 en 1989 a 117 en 1997, mientras que la tasa de mortalidad infantil (entendida como los niños menores de 5 años) aumentó durante el mismo periodo de 30 por 1000 a más de 97 por 1000; entre 1990 y 1994 se multiplicó por 62. Antes de la guerra, en 1990, Irak producía unos 8.900 millones de vatios; en 1999, esta cifra se había reducido a 3500. Esta drástica reducción se debe tanto a los bombardeos aéreos como a las sanciones económicas aplicadas posteriormente. La principal dificultad reside en distinguir entre las muertes indirectas causadas por los bombardeos y las causadas por las sanciones, que impidieron la reconstrucción del país.

#### Preparativos iraquíes

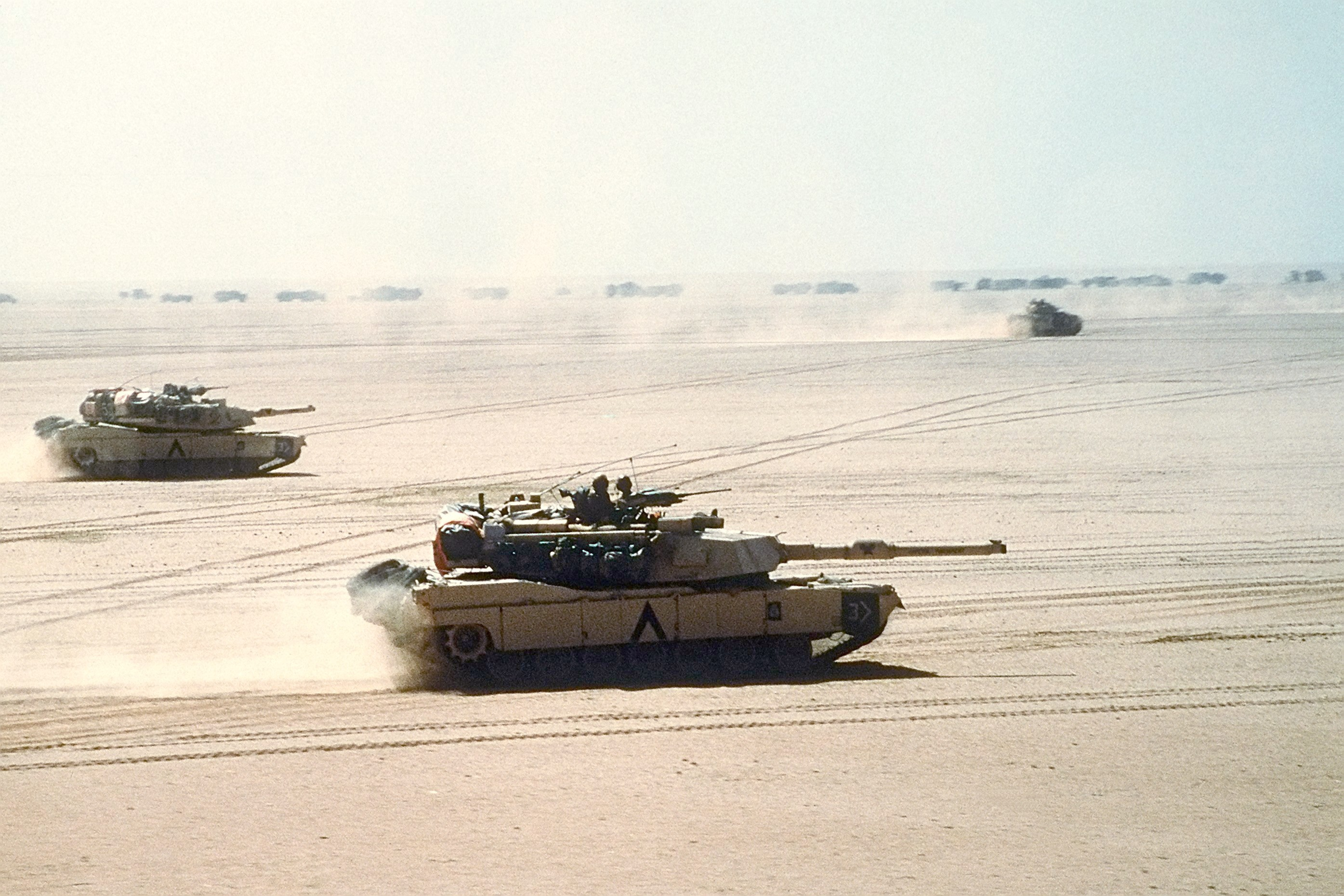
Tanques estadounidenses M1 Abrams avanzando por el desierto.

A diferencia de la Fuerza Aérea Iraquí, que no pudo hacer mucho a conciencia antes del comienzo de las hostilidades, el ejército iraquí supo prepararse para una guerra que hasta ese momento, todos pensaban sería de un costo altísimo en vidas para los occidentales. Como ya se ha dicho, una vez alcanzado el control de Kuwait, y enviados los "Mukhabarat" para ayudar a consolidar el poder político en el país invadido, se procedió a fortificar la frontera Kuwait-Arabia Saudita e Irak-Arabia Saudita. Esto lo hicieron durante los seis meses siguientes a la invasión.
Cerca de 350 000 hombres con 4200 carros de combate, 3000 piezas pesadas de artillería, y otros 3000 vehículos acorazados se trasladaron a Kuwait o al sur de Irak para prestar apoyo a las unidades de vanguardia. Las 10 divisiones que habían quedado libres en el frente iraní gracias al acuerdo de paz de 1990, se dirigieron también a Kuwait. Las divisiones del ejército regular se desplegaron a lo largo de las fronteras con las divisiones acorazadas pesadas detrás de ellas. Los iraquíes construyeron bermas para ocultar los carros, e inmediatamente después de la línea exterior de defensa se encontraba la infantería y búnkeres dispuestos a menudo en forma triangular, los que además eran apoyados por carros con sus chasis enterrados en posición de tiro. En total eran unas 20 divisiones las que desplegaron como primer escalón desde la costa kuwaití hacia poniente a unas 50 millas, las cuales provenían de los cuerpos de ejército II, III y VII.
En cuanto al apoyo extra dado a estas fuerzas, se emplazaron misiles antibuque Silkworm provenientes de China para defender la costa de posibles desembarcos, además de los Scud, cuyo objetivo era tener a alcance de tiro las bases aliadas de Dhahran y Riad en Arabia Saudí, y al menos cinco grupos de artillería independientes. Finalmente, las tropas de élite de la Guardia Republicana iraquí, por lejos mucho mejor equipadas, se mantuvieron como reserva estratégica al sur de Basora.

#### Preparativos de la coalición

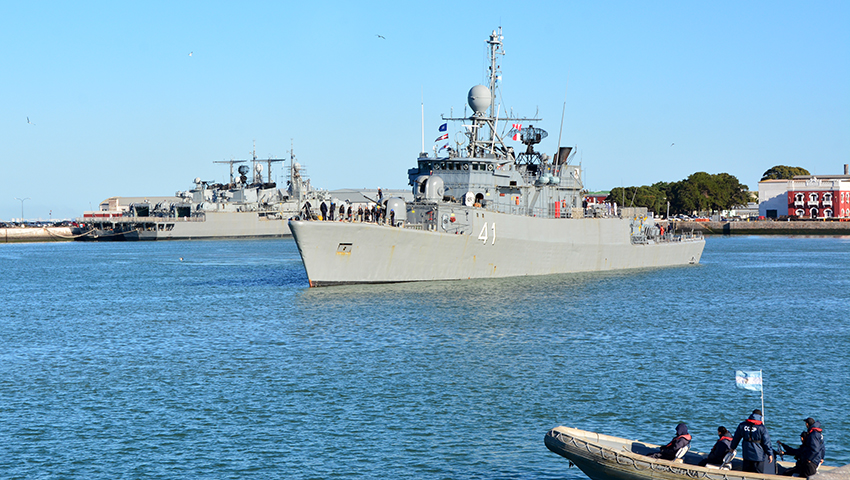
El destructor argentino ARA Spiro participó como parte del Operativo Alfil.

Desde un principio los altos mandos occidentales que se encargarían de planificar y llevar a cabo las acciones terrestres en el teatro de operaciones, sabían que la mayor amenaza iraquí era su gran número de carros de combate y vehículos acorazados, independiente de si eran avanzados o no. Se distinguen dos etapas globales en los despliegues que hicieron los aliados en la Operación Escudo del desierto y Tormenta del Desierto. Así, inicialmente se desplegaron casi medio millón de hombres en Oriente Próximo para proteger a Arabia Saudí, y luego en noviembre de 1990, otros 200 000 más recibieron la orden de movilizarse para dar ya en este año, la posibilidad de lanzar un ataque contra Irak. La segunda fase fue simplemente un aumento del número de soldados para dar superioridad a la coalición. Todo este imponente movimiento de tropas a un continente tan lejano fue posible gracias a décadas de planificación por parte de las fuerzas armadas estadounidenses, las cuales habían estado pendientes desde hacía ya tiempo de un posible conflicto con la Unión Soviética en Oriente Próximo, y para lo cual habían formado un Mando Central con cuartel general en la base aérea MacDill en Florida.
Todo el despliegue comenzó a hacerse realidad el 3 de agosto de 1990, cuando el secretario de defensa Dick Cheney viajó a Arabia Saudita para reunirse con el rey Fadh, ahí acordaron que era necesario enviar fuerzas norteamericanas para repeler la amenaza iraquí. Las primeras tropas en desplegarse fueron el XVIII Cuerpo Aerotransportado y la 82.ª División Aerotransportada. Luego le seguirían los contingentes del Ejército de los Estados Unidos algunos de los cuales estaban cubiertos por apoyo aéreo propio en forma de AH-64 Apache, sistemas MLRS, carros de combate pesados y defensa antiaérea —proporcionada por los misiles antiaéreos Patriot de la 11 Brigada, y Hawk—, las fuerzas especiales del Ejército de EE. UU., y el destacamento Delta de Operaciones Especiales. Todas estas tropas siguieron un protocolo similar bajo un procedimiento conocido como Plan de Operaciones 90-1002.
Sin embargo, las unidades del Cuerpo de Marines, específicamente la 1.ª y 7.ª Brigada del Cuerpo Expedicionario de Marines, y las de la 82.ª División Aerotransportada, tuvieron en un principio sobre ellos el temor de no poder detener una posible incursión iraquí, al no contar con carros de combate pesados, esto cambió cuando recibieron sus M60 Patton. Además, los marines llevaron su propio apoyo aéreo contando con los helicópteros CH-53, CH-46, UH-1 y AH-1W, así como aviones F-18 y AV-8B.
Paralelo a los movimientos de tropas norteamericanos, los demás países hacían los suyos propios. Los británicos, a través de la Operación Granby 1 desplegaron las primeras tropas de tierra para apoyar inicialmente a la RAF y a los aliados. Se envió a la 7.ª Brigada Acorazada, unidades especializadas en guerra NBQ, apoyo sanitario provisto por algunos Reales Regimientos de Ingenieros, comunicaciones, etcétera.
Los franceses, por su parte cooperaron desplegándose en septiembre de 1990, luego de un altercado diplomático en unas de sus embajadas en Kuwait. Sus elementos eran la 6.ª División Ligera Acorazada de la Fuerza de Acción Rápida francesa, apoyados por helicópteros Gazelle.
Por parte de los árabes, hubo una muestra muy dispar de poderío. Los saudíes mostraron su gran arsenal mayoritariamente occidental, con su Guardia Republicana como los mejores exponentes en cuanto a adiestramiento militar se refiere. Egipto aportó unos 35 000 hombres, con oficiales muy experimentados, constituyendo el mayor contingente proporcionado por un país árabe a la causa; el resto de las contribuciones fue una mezcla de unidades de combate de diverso estado de preparación bélica. Finalmente, por mucho, las tropas más motivadas eran los propios kuwaitíes que habían logrado escapar y rearmarse con los fondos de la familia real en el exilio; ellos formaron dos Brigadas de Liberación: una se llamó Shid («de los mártires»), y la otra Fahad («El comienzo»).

#### La acción

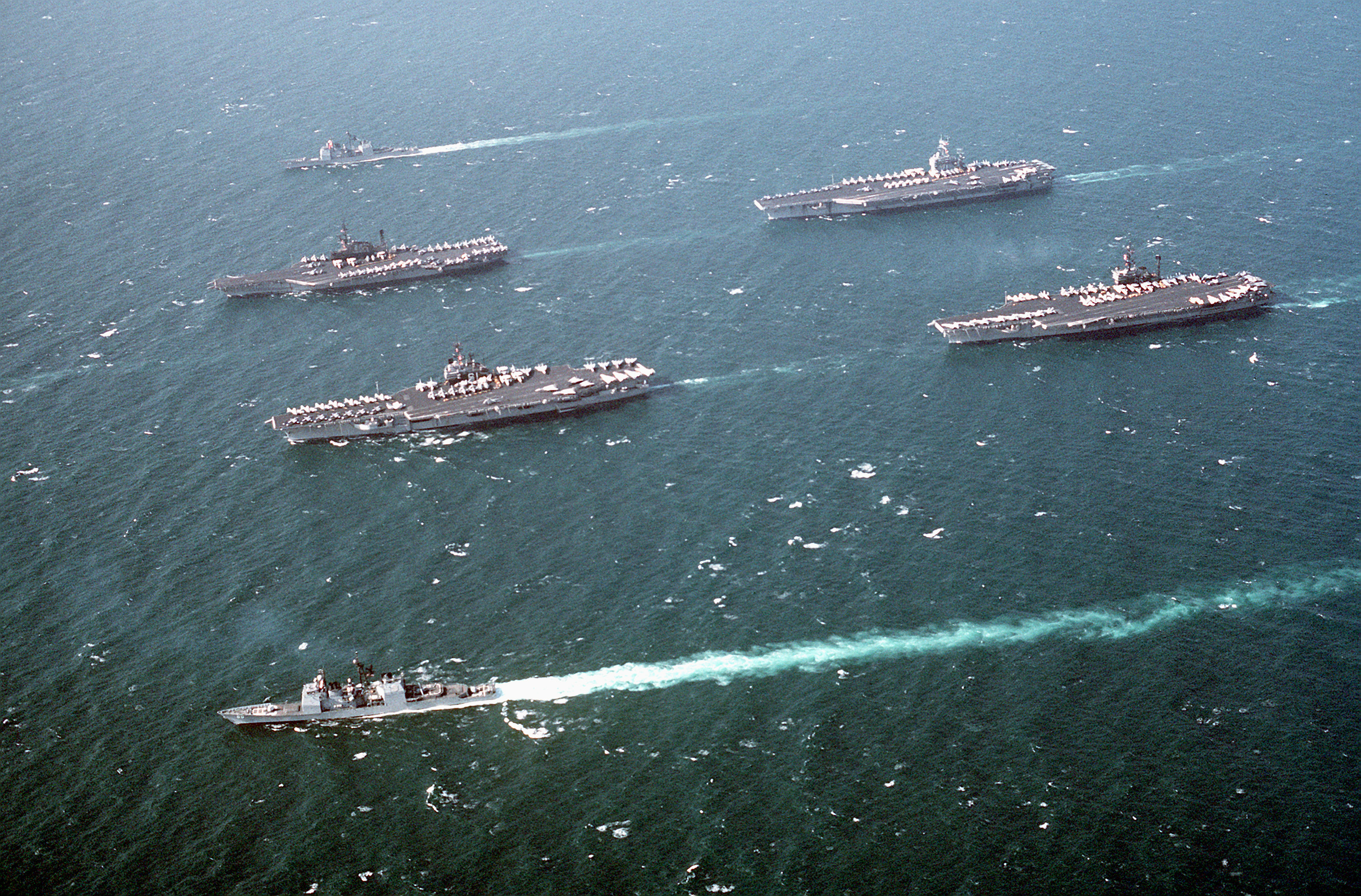
Portaviones estadounidenses y demás buques de escolta y apoyo de la "Fuerza Zulu".

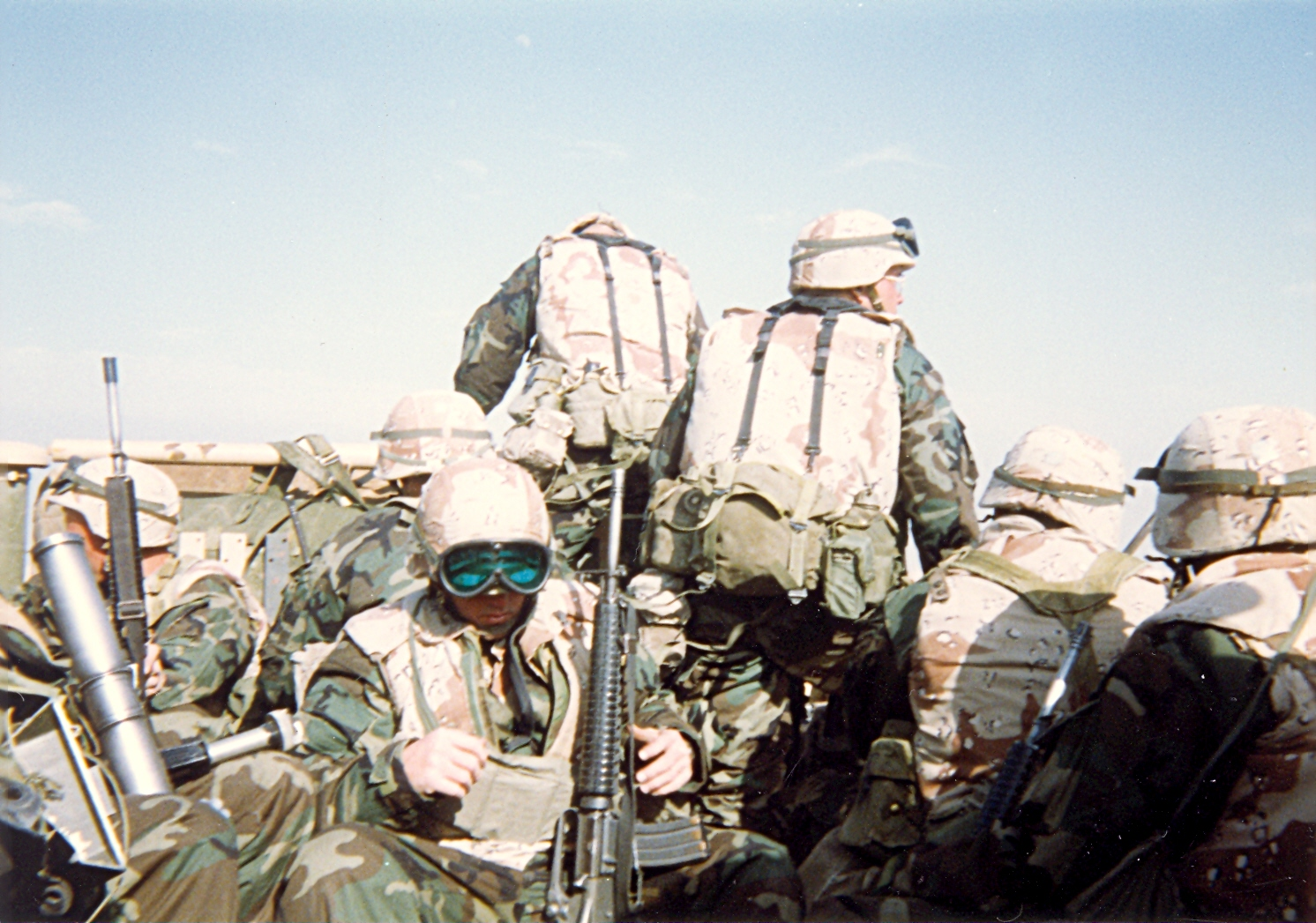
Soldados estadounidenses antes de entrar en combate.

Antes del inicio de la operación «Sable del desierto» —nombre con el cual se conoció la ofensiva terrestre masiva aliada sobre Kuwait— ya se había estado ejecutando misiones secretas tras las líneas enemigas, con el objeto de destruir ciertos elementos vitales de los iraquíes. Famosas llegaron a ser las unidades del escuadrón B de las fuerzas SAS británicas llamadas en nombre clave, Bravo One Zero, Bravo Two Zero y Bravo Three Zero. Estos grupos de ocho hombres cada uno, cruzaron las frontera a fines de enero con órdenes de proporcionar información acerca de emplazamientos de misiles Scud escondidos, destruir dichos misiles, líneas terrestres de comunicación del ejército y fuerza aérea iraquí. Su principal objetivo eran los TEL de los Scud, dado el peligro de que Israel entrara en el conflicto. Algunos de estos hombres fueron asesinados o capturados por los iraquíes.
El 13 de febrero de 1991, algunas unidades de la 1.ª y 2.ª División de Marines desplegadas en la frontera con Arabia Saudita realizaron algunas incursiones de tanteo dentro de Kuwait con el objetivo de medir el peligro con vistas a iniciar un ataque por tierra. Una de estas unidades estadounidense fueron las fuerzas especiales (FAST) las cuales penetraron en Kuwait para destruir las fuerzas enemigas y los depósitos de tanques y artillería emplazadas en el centro de la ciudad y al mando del primer teniente Martín A. Villanueva, sometieron a las fuerzas enemigas causándoles más de 176 bajas y la captura de todos los depósitos ahí pertrechados, siendo una de las batallas más sangrientas y de alta resistencia por la fuerza enemiga, fue una gran victoria para los Marines y sus fuerzas especiales. Lo cierto es que los iraquíes habían comenzado a replegarse desde principios de febrero y la moral de las tropas era baja. De las 42 divisiones desplegadas en Kuwait, al menos 14 habían sido desbandadas y solo 19 conservaban entre un 60 % y un 70 % de sus capacidades de combate. El resto de las fuerzas iraquíes se hallaba en una situación precaria y comenzaron las deserciones en masa.
El plan del general Norman Schwarzkopf dependía de mantener una fuerza significativa de marines frente a las costas de la capital de Kuwait, lo cual hizo creer a los iraquíes que las fuerzas estadounidenses efectuarían un desembarco y los obligó a concentrar sus tropas en esa zona. El siguiente paso de la coalición fue movilizar el grueso de sus fuerzas hacia poniente, en dirección a la línea Wadin al Batin donde las defensas iraquíes consistían en meros montículos de arena, dispersos y no guarnecidos además de zanjas y campos minados. Las fuerzas estadounidenses estuvieron acompañadas por la 6.ª División Acorazada, Daguet francesa, y la 1.ª británica, con las célebres Desert Rats. Los franceses ocuparon todo el tiempo la posición más occidental funcionando como un escudo protector para el resto de las fuerzas aliadas. El plan recibió el nombre de Hail Mary y consistía en rodear a las fuerzas enemigas a través de un flanco para envolverlas, sorprenderlas y al mismo tiempo cortarles la retirada.
A los dos días de haber iniciado el asalto terrestre, unos cien mil soldados iraquíes se rindieron en masa ante las fuerzas de la coalición que avanzaban sin ningún problema. Incluso uno de los oficiales estadounidenses mencionó que atravesaban las pocas líneas iraquíes que encontraban como «cuchillo en mantequilla». La única batalla por tierra de cierta importancia fue denominada "73 Easting" en la que carros de combate del séptimo cuerpo se toparon con la división Tawakalna de la Guardia Republicana, con más de 3000 blindados, que se retiraban y comenzaron un enfrentamiento que duró seis horas y que se convirtió en la mayor batalla de blindados de la historia reciente, por detrás de la batalla de Kursk. Cabe destacar en esta batalla el hecho de que nueve M1 Abrams y dos M2/M3 Bradley desbandados abatieron a más de 300 tanques T-72 y T-55 de la división Tawakalna mientras buscaban al grupo principal.
El 25 de febrero, un misil Scud impactó contra un cuartel estadounidense ubicado en Arabia Saudita y causó la muerte inmediata de 25 soldados y 50 más resultaron gravemente heridos. El 28 de febrero de 1991 Irak se rindió y el 3 de marzo aceptó las condiciones impuestas por las Naciones Unidas, incluida la restitución de la soberanía de Kuwait. En ese momento las fuerzas francesas de la 6.ª División acorazada se hallaban a solo 150 kilómetros de Bagdad. Al final del conflicto, la coalición internacional informó de la pérdida de 378 soldados y unos 1000 resultaron heridos. Los iraquíes se llevaron la peor parte ya que sus bajas oscilaron entre los 25 000 y 30 000 muertos. Mientras los iraquíes se retiraban incendiaban los pozos de petróleo de Kuwait.

## La posguerra

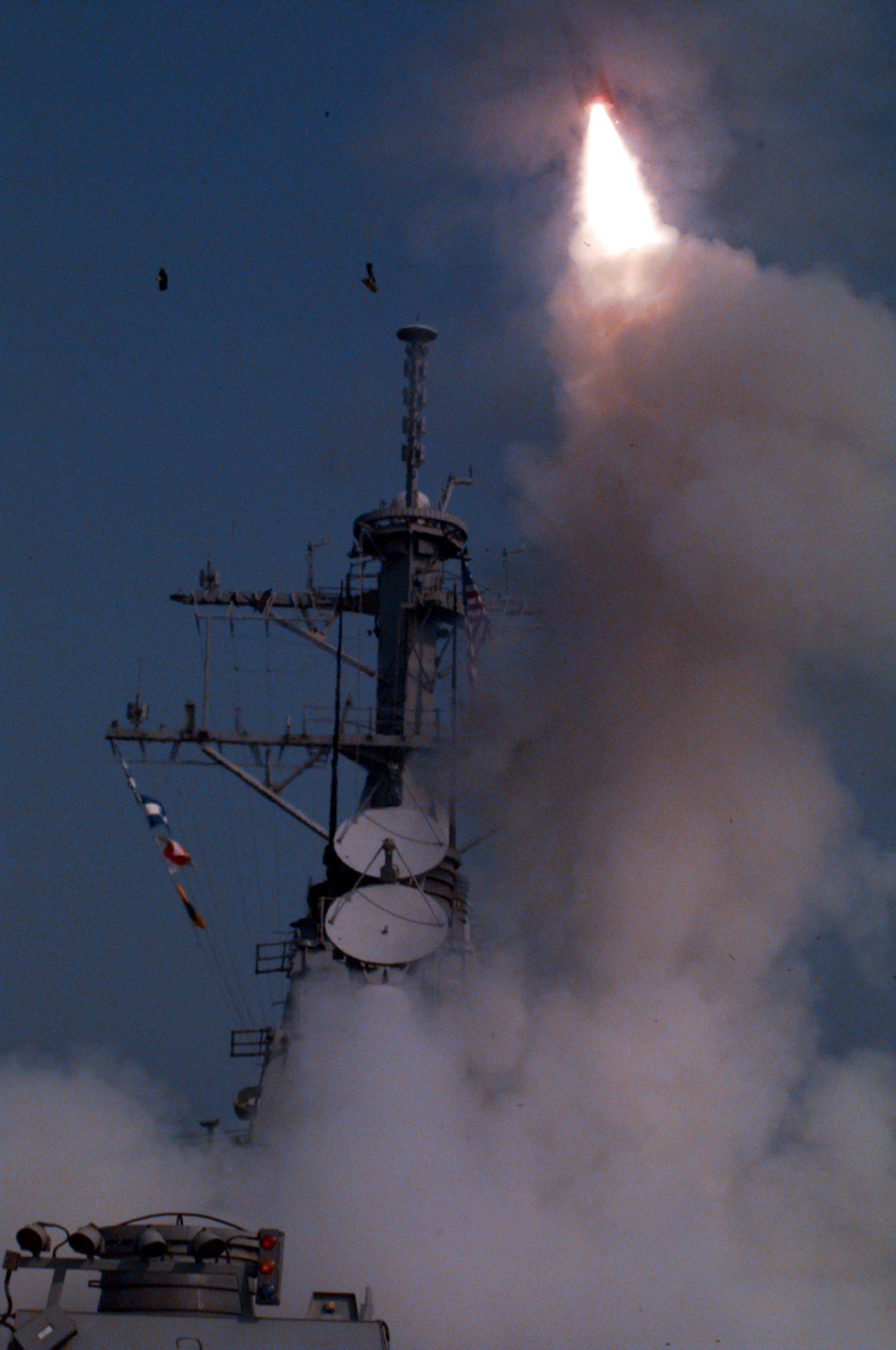
Uno de los ocho misiles de crucero Tomahawk que se lanzó desde la proa del destructor de la clase Arleigh Burke USS Laboon para atacar objetivos de defensa aérea seleccionados en Irak el 3 de septiembre de 1996.

Tras el conflicto, la Organización de las Naciones Unidas impuso a Irak un severo embargo que produjo gravísimos trastornos sociales y económicos en el país.
En julio de 1992, aviones británicos y estadounidenses despegaron desde Turquía y quemaron cultivos en Irak.
El 30 de junio de 1993, Estados Unidos bombardeó Irak en represalia por una supuesta conspiración para asesinar a George Bush.
Entre el 16 y 19 de diciembre de 1998, mientras en EE. UU. arreciaba el «escándalo Clinton-Lewinsky», EE. UU. y Reino Unido llevaron a cabo sobre Irak una serie de bombardeos a la que llamaron Operación Zorro del Desierto.
En 2002, George W. Bush acusó a Irak de constituir un «eje del mal» junto con Corea del Norte e Irán, desencadenando la invasión de Irak de 2003 bajo pretexto de tener gran cantidad de armas de destrucción masiva y de tener vínculos con Al Qaeda.
El 5 de noviembre de 2006, tras dos años de juicio, Huseín fue condenado, junto con otros dos acusados, «a morir en la horca» por el Alto Tribunal Penal iraquí, que lo encontró culpable de haber cometido crímenes contra la humanidad, por la ejecución de 148 chiitas de la aldea de Duyail en 1982. También se le atribuye a su responsabilidad el ataque químico a Halabja (1988), el aplastamiento de la rebelión chiita (1991), las fosas comunes (1991), la guerra contra Irán (1980-1988) y la invasión de Kuwait (1990). La ejecución de Sadam Huseín tuvo lugar el día 30 de diciembre de 2006, aproximadamente a las 06:05 hora local (03:05 GMT), como sentencia del juicio, el exdictador fue condenado a la horca. Se le ejecutó en presencia de un clérigo, un médico y un juez. Su cuerpo fue entregado a sus familiares para ser enterrado en su ciudad natal de Tikrit.

## Consecuencias en el medio ambiente
El sabotaje a los pozos petrolíferos también afectó al medio ambiente del desierto.
El petróleo formó unos trescientos lagos de crudo, que contaminaron alrededor de cuarenta millones de toneladas de arena y tierra.